# 2,4-Pentandiol
2,4-Pentandiol ist eine chemische Verbindung aus der Gruppe der Alkandiole, die in drei isomeren Formen vorkommt. Sie kann weiterhin als meso-Form und als Racemat vorliegen.

## Isomerie
2,4-Pentandiol ist eine chirale Verbindung mit zwei Stereozentren. Folglich existieren die zwei enantiomeren Formen (R,R)-2,4-Pentandiol und (S,S)-2,4-Pentandiol sowie die achirale meso-Verbindung (R,S)-2,4-Pentandiol.
| Isomere von 2,4-Pentandiol |                      |                      |                        |
| Name                       | (R,R)-2,4-Pentandiol | (S,S)-2,4-Pentandiol | meso-2,4-Pentandiol    |
| Andere Namen               | (−)-2,4-Pentandiol   | (+)-2,4-Pentandiol   | (R*,S*)-2,4-Pentandiol |
| Strukturformel             |                      |                      |                        |
| CAS-Nummer                 | 42075-32-1           | 72345-23-4           | 3950-21-8              |
| CAS-Nummer                 | 625-69-4 (unspez.)   |                      |                        |
| PubChem                    | 2723683              | 6950200              | 6950199                |
| PubChem                    | 12262 (unspez.)      |                      |                        |
| Wikidata                   | Q72499966            | Q27264588            | Q27287604              |
| Wikidata                   | Q27271503 (unspez.)  |                      |                        |

## Gewinnung und Darstellung
2,4-Pentandiol kann durch asymmetrische Hydrierung von 2,4-Pentandion gewonnen werden.

## Eigenschaften
2,4-Pentandiol ist eine brennbare, schwer entzündbare, farblose bis gelbliche, geruchlose Flüssigkeit, die mischbar mit Wasser ist.

## Verwendung
2,4-Pentandiol kann zur Synthese von chelatierten mehrkernigen Komplexen verwendet werden. Die R-Form wird als Acetalisierungsreagenz für Ketone und β-Ketoester, bei der Synthese von optisch aktiven Polyestern und als Diol mit vielseitigen Einsatzmöglichkeiten als chirales Hilfsmittel, Baustein und chiraler Ligand eingesetzt.